# Eddy Eich
Eddy Eich es un deportista alemán que compitió en vela en las clases Soling y Flying Dutchman. Ganó una medalla de plata en el Campeonato Mundial de Soling de 1993 y una medalla de plata en el Campeonato Mundial de Flying Dutchman de 1995.

## Palmarés internacional
| Campeonato Mundial | Campeonato Mundial | Campeonato Mundial | Campeonato Mundial |
| Año                | Lugar              | Medalla            | Clase              |
| ------------------ | ------------------ | ------------------ | ------------------ |
| 1993               | Falero (Grecia)    | Medalla de plata   | Soling             |

| Campeonato Mundial | Campeonato Mundial | Campeonato Mundial | Campeonato Mundial |
| Año                | Lugar              | Medalla            | Clase              |
| ------------------ | ------------------ | ------------------ | ------------------ |
| 1995               | Torbole (Italia)   | Medalla de plata   | Flying Dutchman    |